# Sala da pranzo in campagna
Sala da pranzo in campagna è un dipinto del francese Pierre Bonnard, un olio su tela di 168 × 204 cm, realizzato nel 1913.
È conservato nell'Institute of Art di Minneapolis.
L'interno della sala da pranzo è arredato con un tavolo rotondo con due piatti sulla tovaglia celeste, un tavolino con un vaso di papaveri, dello stesso colore rosso delle pareti della stanza, ed una poltrona con un gatto bianco.
La sala da pranzo si apre, tramite una porta celeste ed una grande finestra, sul giardino, ricco di fiori e piante variopinti. Alla finestra è affacciata la moglie del pittore, ritratta con un vestito rosso acceso mentre guarda all'interno.